# Stylidium expeditionis
Stylidium expeditionis är en tvåhjärtbladig växtart som beskrevs av S. Carlquist. Stylidium expeditionis ingår i släktet Stylidium och familjen Stylidiaceae. Inga underarter finns listade i Catalogue of Life.